# Tổng thống Argentina
Tổng thống Argentina (tiếng Tây Ban Nha: Presidente de Argentina) tên đầy đủ: Tổng thống Quốc gia Argentina, (tiếng Tây Ban Nha: Presidente de la Nación Argentina) là nguyên thủ quốc gia của Argentina. Theo Hiến pháp quốc gia, Tổng thống cũng là người đứng đầu cơ quan hành pháp của chính phủ liên bang kiêm Tổng tư lệnh của các lực lượng vũ trang.
Trong lịch sử Argentina, chức vụ người đứng đầu quốc gia đã trải qua nhiều thay đổi, cả về tên chức vụ, các đặc điểm và phạm vi quyền hạn. Tổng thống đương nhiệm là Javier Milei, người đã nhậm chức ngày 10 tháng 12 năm 2023.

## Các thông tin liên quan đến chức vụ tổng thống

### Các yêu cầu

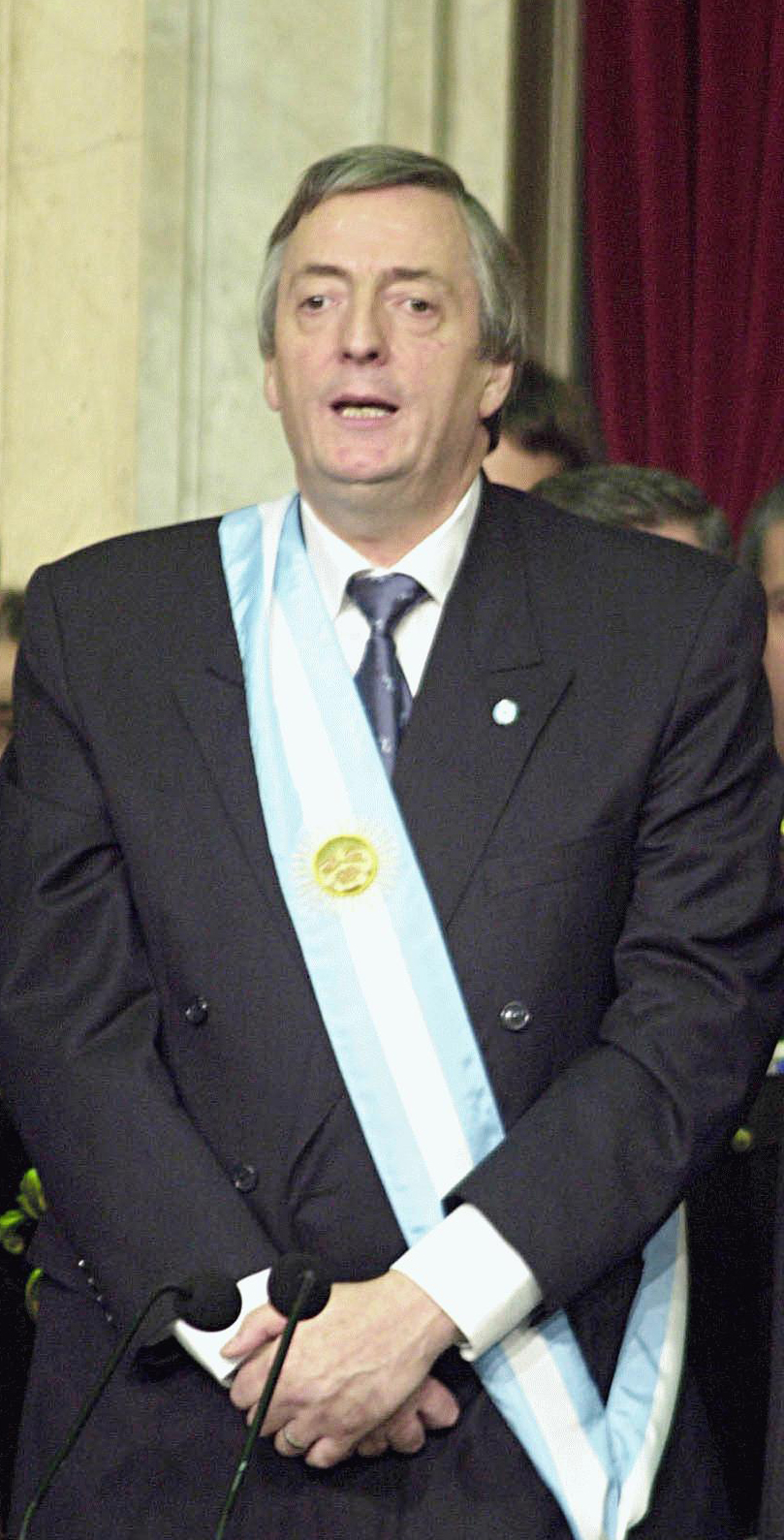
Tổng thống Néstor Kirchner lúc nhậm chức

Cờ tổng thống Argentina.

Điều 89 của Hiến pháp Argentina quy định các yêu cầu để trở thành tổng thống quốc gia này. Tổng thống phải là một công dân đương nhiên lúc sinh ra tại quốc gia này, hoặc là sinh ra là công dân của Argentina, trong trường hợp sinh ra tại nước ngoài. Các yêu cầu còn lại, giống như yêu cầu đối với một thượng nghị sĩ.
Trước cuộc sửa đổi hiến pháp năm 1994 lần gần đây nhất, một yêu cầu thêm nữa là tổng thống phải là một người Công giáo La Mã đã được rửa tội, nhưng yêu cầu này hiện không còn hiệu lực nữa.

### Bầu cử tổng thống
Hiện tổng thống được bầu cử theo thể thức phổ thông đầu phiếu. Các bầu cử cũ trước đây (theo quy định của Hiến pháp năm 1853 và được tái lập bởi tu chính án năm 1957) thì tổng thống được bầu cử theo hình thức Đoàn bầu cử. Tu chính án năm 1949 thiết lập chế độ phổ thông đầu phiếu lần đầu tiên và tu chính án mới nhất năm 1994 tái thiết lập quy định này.

### Quyền hạn của tổng thống
Trong các quyền hạn quan trọng nhất của tổng thống, có quyền quản lý quan hệ đối ngoại quốc gia, trình dự thảo luật cho Quốc hội, bổ nhiệm các thành viên của Tòa án Tối cao và ban hành các sắc lệnh tổng thống.
Các quyền hạn theo quy định trước đây của tổng thống gồm có bổ nhiệm toàn bộ bộ máy tư pháp liên bang (đã sửa đổi năm 1994) và bổ nhiệm các giám mục Công giáo La Mã (một quyền được trao thông qua việc ký một giao ước với Holy See vào năm 1966). Sau khi chọn Buenos Aires làm thủ đô liên bang năm 1880, Tổng thống có quyền bổ nhiệm thị trưởng của thành phố này. Nhưng quyền này đã bị mất theo tu chính ánh năm 1994, theo đó công dân thủ đô sẽ tự bầu các quan chức của chính mình, vị thị trưởng đầu tiên được bầu trực tiếp là vào năm 1996.

### Nhiệm kỳ tổng thống
Theo tu chính hiến pháp (1994), Tổng thống có nhiệm kỳ 4 năm, với khả năng được tái đắc cử thêm một nhiệm kỳ nữa.
Theo bản gốc hiến pháp năm 1853, Tổng thống có nhiệm kỳ 6 năm, và không được tái đắc cử. Trong bản tu chính án năm 1949, chức vụ này có thể tái đắc cử với số nhiệm kỳ không xác định (nhưng đã bị bãi bỏ trong bản tu chính hiến pháp năm 1957) và những người giành được chính quyền thông qua cuộc đảo chính năm 1966 đã ban hành quy định nhiệm kỳ 4 năm trong thập niên 1970.
Vẫn có một số trường hợp mà Tổng thống rút ngắn nhiệm kỳ vài tháng để tạo điều kiện cho bầu cử sớm. Điều này đã xảy ra trong quá trình chuyển quyền từ Raúl Alfonsín sang cho Carlos Menem năm 1989, và từ Eduardo Duhalde sang Néstor Kirchner năm 2003.

### Kế nhiệm
Điều 88 của Hiến pháp quy định trong trường hợp Tổng thống qua đời, từ chức hay bị phế quyền, chức vụ này sẽ do Phó tổng thống nắm giữ cho đến hết thời gian còn lại của nhiệm kỳ. Trong trường hợp không có Phó tổng thống, Quốc hội sẽ quyết định về sự kế nhiệm này.
Cơ chế kế nhiệm hiện hành được quy định theo luật của Quốc hội, quy định Chủ tịch Lâm thời của Thượng viện nắm giữ chức vụ quyền đứng đầu cơ quan hành pháp và một ngày sau Quốc hội sẽ nhóm họp và bầu một người kế nhiệm thường trực. Quốc hội cũng quyết định Tổng thống được bầu này có thực hiện phần thời gian còn lại của nhiệm kỳ hay không hay phải kê gọi bầu cử sớm.

### Biểu tượng và nơi ở của tổng thống
Các biểu tượng quan trọng nhất của tổng thống là khăn quàng vai tổng thống và cây gậy tổng thống. Khăn quàng vai biểu tượng cho tính liên tục của chức vụ, do vị tổng thống lúc rời chức thì sẽ cởi khăn ra và choàng lên vai vị tổng thống nhậm chức, khăn này có màu cờ của Argentina. Cây gậy biểu trưng cho quyền lực tổng thống và là mỗi cây gậy khác nhau cho một đời tổng thống, dù thông thường một vị tổng thống thường chọn cây gậy của người tiền nhiệm trong lễ nhậm chức của mình, cây gậy này thường được một thợ vàng có uy tín làm ra.
Hình ảnh tổng thống liên hệ với hai khu dinh thự nổi tiếng Casa Rosada ("Hồng Dinh") và Residencia Presidencial de Olivos ("Dinh thự Tổng thống Olivos"). Dinh thự Casa Rosada trên thực tế là nơi làm việc của chính phủ, tòa nhà này nằm ở  Balcarce 50, bên trong trung tâm thành phố Buenos Aires.  Quinta, nằm trong Olivos, tỉnh Buenos Aires, là dinh thự dành cho Tổng thống và gia đình của mình.
Một vài biểu tượng tổng thống mới hơn, nhưng chưa được xếp hạng là truyền thống, là máy bay trực thăng và chuyên cơ của tổng thống. Chuyên cơ tổng thống Argentina nổi tiếng nhất là "Tango 01" (một dạng như Air Force One), được đặt tên theo chữ T (phát âm là tango trong bảng chữ cái NATO) là Transport, và chữ này tạo ra một lối chơi chữ thú vị cho loại nhạc Tango kinh điển của Argentina nổi tiếng thế giới. Chiếc trực thăng là phương tiện thường dùng hàng ngày của tổng thống khi đi lại giữa Quinta de Olivos và Casa Rosada.

## Các đời Tổng thống Argentina[2]

### Tỉnh Liên hiệp Rio de la Plata (1810–1831)
| № | Chân dung | Tên (Năm sinh–Năm mất)             | Nhiệm kỳ/Đảng phái | Nhiệm kỳ/Đảng phái  |
| - | --------- | ---------------------------------- | ------------------ | ------------------- |
| 1 |           | Bernardino Rivadavia (1780–1845)   | 8 tháng 2 năm 1826 | 27 tháng 6 năm 1827 |
| 1 | Unitarian | Bernardino Rivadavia (1780–1845)   |                    |                     |
| 2 |           | Vicente López y Planes (1785–1856) | 7 tháng 7 năm 1827 | 18 tháng 8 năm 1827 |
| 2 |           |                                    |                    |                     |

### Liên bang Argentina (1831–1861)
| № | Chân dung          | Tên (Năm sinh–Năm mất)             | Nhiệm kỳ — Đảng phái | Nhiệm kỳ — Đảng phái | Đắc cử |
| - | ------------------ | ---------------------------------- | -------------------- | -------------------- | ------ |
| 3 |                    | Justo José de Urquiza (1801–1870)  | 31 tháng 5 năm 1852  | 5 tháng 3 năm 1854   | -      |
| 3 | 5 tháng 3 năm 1854 | Justo José de Urquiza (1801–1870)  | 5 tháng 3 năm 1860   | 1854                 |        |
| 3 | Đảng Liên bang     | Justo José de Urquiza (1801–1870)  |                      | 1854                 |        |
| 4 |                    | Santiago Derqui (1809–1867)        | 5 tháng 3 năm 1860   | 4 tháng 11 năm 1861  | 1860   |
| 4 | Đảng Liên bang     | Santiago Derqui (1809–1867)        |                      |                      | 1860   |
| 5 |                    | Juan Esteban Pedernera (1796–1886) | 4 tháng 11 năm 1861  | 12 tháng 12 năm 1861 | -      |

### Cộng hòa Argentina (1861–nay)
| №    | Chân dung                                                      | Tên (Năm sinh–Năm mất)                                                                              | Nhiệm kỳ — Đảng phái                  | Nhiệm kỳ — Đảng phái                            | Đắc cử |
| ---- | -------------------------------------------------------------- | --------------------------------------------------------------------------------------------------- | ------------------------------------- | ----------------------------------------------- | ------ |
| 6    |                                                                | Bartolomé Mitre (1821–1906)                                                                         | 12 tháng 12 năm 1861                  | 12 tháng 10 năm 1862                            | -      |
| 6    | 12 tháng 10 năm 1862                                           | Bartolomé Mitre (1821–1906)                                                                         | 12 tháng 10 năm 1868                  | 1862                                            |        |
| 6    | Đảng Tự do (PL)                                                | Bartolomé Mitre (1821–1906)                                                                         |                                       | 1862                                            |        |
| -    |                                                                | Marcos Paz (1811-1868) Quyền Tổng thống                                                             | 12 tháng 6 năm 1865                   | 2 tháng 1, 1868                                 | -      |
| -    | Đảng Tự do (PL)                                                | Marcos Paz (1811-1868) Quyền Tổng thống                                                             |                                       |                                                 | -      |
| 7    | không khung                                                    | Domingo Faustino Sarmiento (1811–1888)                                                              | 12 tháng 10 năm 1868                  | 12 tháng 10 năm 1874                            | 1868   |
| 7    | không khung                                                    | Domingo Faustino Sarmiento (1811–1888)                                                              | Đảng Tự do (PL)                       |                                                 | 1868   |
| 8    |                                                                | Nicolás Avellaneda (1837–1885)                                                                      | 12 tháng 10 năm 1874                  | 12 tháng 10 năm 1880                            | 1874   |
| 8    | Đảng Quốc gia (PN)                                             | Nicolás Avellaneda (1837–1885)                                                                      |                                       |                                                 | 1874   |
| 9    | không khung                                                    | Julio Argentino Roca (1843–1914)                                                                    | 12 tháng 10 năm 1880                  | 12 tháng 10 năm 1886                            | 1880   |
| 9    | không khung                                                    | Julio Argentino Roca (1843–1914)                                                                    | Đảng Tự trị Quốc gia (PAN)            |                                                 | 1880   |
| 10   |                                                                | Miguel Juárez Celman (1844–1909)                                                                    | 12 tháng 10 năm 1886                  | 6 tháng 8 năm 1890                              | 1886   |
| 10   | PAN – PN                                                       | Miguel Juárez Celman (1844–1909)                                                                    |                                       |                                                 | 1886   |
| 11   |                                                                | Carlos Pellegrini (1846–1906)                                                                       | 6 tháng 8 năm 1890                    | 12 tháng 10 năm 1892                            | -      |
| 11   | PAN                                                            | Carlos Pellegrini (1846–1906)                                                                       |                                       |                                                 | -      |
| 12   |                                                                | Luis Sáenz Peña (1822–1907)                                                                         | 12 tháng 10 năm 1892                  | 22 tháng 1, 1895 (từ chức)                      | 1892   |
| 12   | PAN                                                            | Luis Sáenz Peña (1822–1907)                                                                         |                                       |                                                 | 1892   |
| 13   |                                                                | José Evaristo Uriburu (1831–1914)                                                                   | 22 tháng 1, 1895                      | 12 tháng 10 năm 1898                            | -      |
| 13   | PAN                                                            | José Evaristo Uriburu (1831–1914)                                                                   |                                       |                                                 | -      |
| (9)  |                                                                | Julio Argentino Roca (1843–1914)                                                                    | 12 tháng 10 năm 1898                  | 12 tháng 10 năm 1904                            | 1898   |
| (9)  | PAN                                                            | Julio Argentino Roca (1843–1914)                                                                    |                                       |                                                 | 1898   |
| 14   |                                                                | Manuel Quintana (1835–1906)                                                                         | 12 tháng 10 năm 1904                  | 12 tháng 3 năm 1906 (qua đời khi đang tại chức) | 1904   |
| 14   | PAN                                                            | Manuel Quintana (1835–1906)                                                                         |                                       |                                                 | 1904   |
| 15   |                                                                | José Figueroa Alcorta (1860–1931)                                                                   | 25 tháng 1 năm 1906                   | 12 tháng 3 năm 1906                             | -      |
| 15   | 12 tháng 3 năm 1906                                            | José Figueroa Alcorta (1860–1931)                                                                   | 12 tháng 10 năm 1910                  | -                                               |        |
| 15   | PAN                                                            | José Figueroa Alcorta (1860–1931)                                                                   |                                       | -                                               |        |
| 16   |                                                                | Roque Sáenz Peña (1851–1914)                                                                        | 12 tháng 10 năm 1910                  | 9 tháng 8 năm 1914                              | 1910   |
| 16   | PAN – Modernist                                                | Roque Sáenz Peña (1851–1914)                                                                        |                                       |                                                 | 1910   |
| 17   |                                                                | Victorino de la Plaza (1840–1919)                                                                   | 9 tháng 8 năm 1914                    | 12 tháng 10 năm 1916                            | -      |
| 17   | PAN                                                            | Victorino de la Plaza (1840–1919)                                                                   |                                       |                                                 | -      |
| (18) |                                                                | Hipólito Yrigoyen (1852–1933)                                                                       | 12 tháng 10 năm 1916                  | 12 tháng 10 năm 1922                            | 1916   |
| (18) | Radical Civic Union (UCR)                                      | Hipólito Yrigoyen (1852–1933)                                                                       |                                       |                                                 | 1916   |
| 19   | không khung                                                    | Marcelo Torcuato de Alvear (1868–1942)                                                              | 12 tháng 10 năm 1922                  | 12 tháng 10 năm 1928                            | 1922   |
| 19   | không khung                                                    | Marcelo Torcuato de Alvear (1868–1942)                                                              | UCR                                   |                                                 | 1922   |
| (18) | không khung                                                    | Hipólito Yrigoyen (1852–1933)                                                                       | 12 tháng 10 năm 1928                  | 6 tháng 9 năm 1930 (bị lật đổ)                  | 1928   |
| (18) | không khung                                                    | Hipólito Yrigoyen (1852–1933)                                                                       | UCR                                   |                                                 | 1928   |
| -    |                                                                | Enrique Martínez (1887-1938)                                                                        | 5 tháng 9 năm 1930                    | 6 tháng 9 năm 1930                              | -      |
| -    | UCR                                                            | Enrique Martínez (1887-1938)                                                                        |                                       |                                                 | -      |
| 20   |                                                                | José Félix Uriburu (1868–1932)                                                                      | 6 tháng 9 năm 1930                    | 20 tháng 2 năm 1932                             | -      |
| 20   | Quân nhân                                                      | José Félix Uriburu (1868–1932)                                                                      |                                       |                                                 | -      |
| 21   | không khung                                                    | Agustín Pedro Justo (1876–1943)                                                                     | 20 tháng 2 năm 1932                   | 20 tháng 2 năm 1938                             | 1931   |
| 21   | không khung                                                    | Agustín Pedro Justo (1876–1943)                                                                     | Concordancia                          |                                                 | 1931   |
| 22   | không khung                                                    | Roberto María Ortiz (1886–1942)                                                                     | 20 tháng 2 năm 1938                   | 27 tháng 6 năm 1942                             | 1937   |
| 22   | không khung                                                    | Roberto María Ortiz (1886–1942)                                                                     | UCRA – Concordancia                   |                                                 | 1937   |
| 23   |                                                                | Ramón Castillo (1873–1944)                                                                          | 3 tháng 7 năm 1940                    | 27 tháng 6 năm 1942                             | -      |
| 23   | 27 tháng 6 năm 1942                                            | Ramón Castillo (1873–1944)                                                                          | 4 tháng 6 năm 1943                    | -                                               |        |
| 23   | PDN – Concordancia                                             | Ramón Castillo (1873–1944)                                                                          |                                       | -                                               |        |
| 24   | không khung                                                    | Arturo Rawson (1885–1952)                                                                           | 4 tháng 6 năm 1943                    | 7 tháng 6 năm 1943 (bị lật đổ)                  | -      |
| 24   | không khung                                                    | Arturo Rawson (1885–1952)                                                                           | Quân nhân                             |                                                 | -      |
| 25   | không khung                                                    | Pedro Pablo Ramírez (1884–1962)                                                                     | 7 tháng 6 năm 1943                    | 9 tháng 3 năm 1944 (từ chức)                    | -      |
| 25   | không khung                                                    | Pedro Pablo Ramírez (1884–1962)                                                                     | Quân đội                              |                                                 | -      |
| 26   |                                                                | Edelmiro Julián Farrell (1887–1980)                                                                 | 25 tháng 2 năm 1944                   | 9 tháng 3 năm 1944                              | -      |
| 26   | 9 tháng 3 năm 1944                                             | Edelmiro Julián Farrell (1887–1980)                                                                 | 4 tháng 6 năm 1946                    | -                                               |        |
| 26   | Quân nhân                                                      | Edelmiro Julián Farrell (1887–1980)                                                                 |                                       | -                                               |        |
| 27   | không khung                                                    | Juan Domingo Perón (1895–1974)                                                                      | 4 tháng 6 năm 1946                    | 4 tháng 6 năm 1952                              | 1946   |
| 27   | không khung                                                    | Juan Domingo Perón (1895–1974)                                                                      | Laborista (Labour) Party              |                                                 | 1946   |
| 27   | không khung                                                    | Juan Domingo Perón (1895–1974)                                                                      | 4 tháng 6 năm 1952                    | 20 tháng 9 năm 1955                             | 1951   |
| 27   | không khung                                                    | Juan Domingo Perón (1895–1974)                                                                      | Justicialist Party (PJ)               |                                                 | 1951   |
| -    |                                                                | -                                                                                                   | 20 tháng 9 năm 1955                   | 23 tháng 11 năm 1955                            | -      |
| 28   | không khung                                                    | Eduardo Lonardi (1896–1956)                                                                         | 23 tháng 9 năm 1955                   | 13 tháng 11 năm 1955 (từ chức)                  | -      |
| 28   | không khung                                                    | Eduardo Lonardi (1896–1956)                                                                         | Quân đội                              |                                                 | -      |
| 29   | không khung                                                    | Pedro Eugenio Aramburu (1903–1970)                                                                  | 13 tháng 11 năm 1955                  | 1 tháng 5 năm 1958                              | -      |
| 29   | không khung                                                    | Pedro Eugenio Aramburu (1903–1970)                                                                  | Quân nhân                             |                                                 | -      |
| 30   | không khung                                                    | Arturo Frondizi (1908–1995)                                                                         | 1 tháng 5 năm 1958                    | 29 tháng 3 năm 1962                             | 1958   |
| 30   | không khung                                                    | Arturo Frondizi (1908–1995)                                                                         | UCRI                                  |                                                 | 1958   |
| 31   |                                                                | José María Guido (1910–1975)                                                                        | 29 tháng 3 năm 1962                   | 12 tháng 10 năm 1963                            | -      |
| 31   | UCRI                                                           | José María Guido (1910–1975)                                                                        |                                       |                                                 | -      |
| 32   |                                                                | Arturo Umberto Illia (1900–1983)                                                                    | 12 tháng 10 năm 1963                  | 28 tháng 6 năm 1966                             | 1963   |
| 32   | UCRP                                                           | Arturo Umberto Illia (1900–1983)                                                                    |                                       |                                                 | 1963   |
| -    |                                                                | Pascual Pistarini (1915-1999) Benigno Ignacio Varela (1917-1996) Adolfo Teodoro Álvarez (1919-2012) | 28 tháng 6 năm 1966                   | 29 tháng 6 năm 1966                             | -      |
| -    | Quân đội                                                       | Pascual Pistarini (1915-1999) Benigno Ignacio Varela (1917-1996) Adolfo Teodoro Álvarez (1919-2012) |                                       |                                                 | -      |
| 33   |                                                                | Juan Carlos Onganía (1914–1995)                                                                     | 29 tháng 6 năm 1966                   | 8 tháng 6 năm 1970 (bị lật đổ)                  | -      |
| 33   | Quân đội                                                       | Juan Carlos Onganía (1914–1995)                                                                     |                                       |                                                 | -      |
| -    |                                                                | Pedro Alberto José Gnavi (1917–1990)                                                                | 8 tháng 6 năm 1970                    | 18 tháng 6 năm 1970                             | -      |
| -    | Quân nhân                                                      | Pedro Alberto José Gnavi (1917–1990)                                                                |                                       |                                                 | -      |
| 34   |                                                                | Roberto M. Levingston (1920–2015)                                                                   | 18 tháng 6 năm 1970                   | 23 tháng 3 năm 1971 (bị lật đổ)                 | -      |
| 34   | Quân nhân                                                      | Roberto M. Levingston (1920–2015)                                                                   |                                       |                                                 | -      |
| 35   |                                                                | Alejandro A. Lanusse (1918–1996)                                                                    | 23 tháng 3 năm 1971                   | 26 tháng 3 năm 1971                             | -      |
| 35   | 26 tháng 3 năm 1971                                            | Alejandro A. Lanusse (1918–1996)                                                                    | 25 tháng 5 năm 1973 (từ chức)         | -                                               |        |
| 35   | Quân nhân                                                      | Alejandro A. Lanusse (1918–1996)                                                                    |                                       | -                                               |        |
| 36   |                                                                | Héctor José Cámpora (1909–1980)                                                                     | 25 tháng 5 năm 1973                   | 13 tháng 7 năm 1973                             | 1973   |
| 36   | PJ – FJL                                                       | Héctor José Cámpora (1909–1980)                                                                     |                                       |                                                 | 1973   |
| 37   |                                                                | Raúl Alberto Lastiri (1915–1978)                                                                    | 13 tháng 7 năm 1973                   | 12 tháng 10 năm 1973                            | -      |
| 37   | PJ                                                             | Raúl Alberto Lastiri (1915–1978)                                                                    |                                       |                                                 | -      |
| (27) |                                                                | Juan Domingo Perón (1895–1974)                                                                      | 12 tháng 10 năm 1973                  | 1 tháng 7 năm 1974 (qua đời khi đang tại chức)  | 1973   |
| (27) | PJ                                                             | Juan Domingo Perón (1895–1974)                                                                      |                                       |                                                 | 1973   |
| 38   | Tập tin:Isabel Perón con el bastón y la banda presidencial.jpg | Isabel Martínez de Perón (1931–)                                                                    | 29 tháng 6 năm 1974                   | 1 tháng 7 năm 1974                              | -      |
| 38   | Tập tin:Isabel Perón con el bastón y la banda presidencial.jpg | Isabel Martínez de Perón (1931–)                                                                    | 1 tháng 7 năm 1974                    | 24 tháng 3 năm 1976                             | -      |
| 38   | Tập tin:Isabel Perón con el bastón y la banda presidencial.jpg | Isabel Martínez de Perón (1931–)                                                                    | PJ                                    |                                                 | -      |
| -    |                                                                | Ítalo Argentino Lúder (1916–2008)                                                                   | 13 tháng 9 năm 1975                   | 16 tháng 10 năm 1975 Quyền Tổng thống           | -      |
| -    | PJ                                                             | Ítalo Argentino Lúder (1916–2008)                                                                   |                                       |                                                 | -      |
| -    |                                                                | Jorge Rafael Videla (1925-2013) Emilio Eduardo Massera (1925-2010) Orlando Ramón Agosti (1924-1997) | 24 tháng 3 năm 1976                   | 29 tháng 3 năm 1981                             | -      |
| -    | Quân nhân                                                      | Jorge Rafael Videla (1925-2013) Emilio Eduardo Massera (1925-2010) Orlando Ramón Agosti (1924-1997) |                                       |                                                 | -      |
| 39   |                                                                | Jorge Rafael Videla (1925–2013)                                                                     | 29 tháng 3 năm 1976                   | 29 tháng 3 năm 1981                             | -      |
| 39   | Quân nhân                                                      | Jorge Rafael Videla (1925–2013)                                                                     |                                       |                                                 | -      |
| 40   |                                                                | Roberto Eduardo Viola (1924–1994)                                                                   | 29 tháng 3 năm 1981                   | 11 tháng 12 năm 1981 (từ chức)                  | -      |
| 40   | Quân nhân                                                      | Roberto Eduardo Viola (1924–1994)                                                                   |                                       |                                                 | -      |
| -    | không khung                                                    | Horacio Tomás Liendo (1924–2007)                                                                    | 21 tháng 11 năm 1981                  | 11 tháng 12 năm 1981 Quyền Tổng thống           | -      |
| -    | không khung                                                    | Horacio Tomás Liendo (1924–2007)                                                                    | Quân nhân                             |                                                 | -      |
| -    | không khung                                                    | Carlos Alberto Lacoste (1929–2004)                                                                  | 11 tháng 12 năm 1981                  | 22 tháng 12 năm 1981 Quyền Tổng thống           | -      |
| -    | không khung                                                    | Carlos Alberto Lacoste (1929–2004)                                                                  | Quân nhân                             |                                                 | -      |
| 41   |                                                                | Leopoldo Galtieri (1926–2003)                                                                       | 22 tháng 12 năm 1981                  | 18 tháng 6 năm 1982 (bị lật đổ)                 | -      |
| 41   | Quân nhân                                                      | Leopoldo Galtieri (1926–2003)                                                                       |                                       |                                                 | -      |
| -    |                                                                | Alfredo Oscar Saint-Jean (1926–1987)                                                                | 18 tháng 6 năm 1982                   | 1 tháng 7 năm 1982                              | -      |
| -    | Quân nhân                                                      | Alfredo Oscar Saint-Jean (1926–1987)                                                                |                                       |                                                 | -      |
| 42   | không khung                                                    | Reynaldo Bignone (1928–)                                                                            | 1 tháng 7 năm 1982                    | 10 tháng 12 năm 1983 (từ chức)                  | -      |
| 42   | không khung                                                    | Reynaldo Bignone (1928–)                                                                            | Quân nhân                             |                                                 | -      |
| 43   |                                                                | Raúl Alfonsín (1927–2009)                                                                           | 10 tháng 12 năm 1983                  | 8 tháng 7 năm 1989                              | 1983   |
| 43   | UCR                                                            | Raúl Alfonsín (1927–2009)                                                                           |                                       |                                                 | 1983   |
| 44   | không khung                                                    | Carlos Menem (1930–2021)                                                                            | 8 tháng 7 năm 1989                    | 8 tháng 7 năm 1995                              | 1989   |
| 44   | không khung                                                    | Carlos Menem (1930–2021)                                                                            | 8 tháng 7 năm 1995                    | 10 tháng 12 năm 1999                            | 1995   |
| 44   | không khung                                                    | Carlos Menem (1930–2021)                                                                            | PJ                                    |                                                 | 1995   |
| 45   | không khung                                                    | Fernando de la Rúa (1937–2019)                                                                      | 10 tháng 12 năm 1999                  | 20 tháng 12 năm 2001 (từ chức)                  | 1999   |
| 45   | không khung                                                    | Fernando de la Rúa (1937–2019)                                                                      | UCR – Alianza                         |                                                 | 1999   |
| -    |                                                                | Ramón Puerta (1951–)                                                                                | 20 tháng 12 năm 2001                  | 22 tháng 12 năm 2001 Quyền Tổng thống           | -      |
| -    | PJ                                                             | Ramón Puerta (1951–)                                                                                |                                       |                                                 | -      |
| 46   |                                                                | Adolfo Rodríguez Saá (1947–)                                                                        | 22 tháng 12 năm 2001                  | 30 tháng 12 năm 2001 (từ chức)                  | -      |
| 46   | PJ                                                             | Adolfo Rodríguez Saá (1947–)                                                                        |                                       |                                                 | -      |
| -    |                                                                | Eduardo Camaño (1946–)                                                                              | 30 tháng 12 năm 2001                  | 2 tháng 1 năm 2002 Quyền Tổng thống             | -      |
| -    | PJ                                                             | Eduardo Camaño (1946–)                                                                              |                                       |                                                 | -      |
| 47   |                                                                | Eduardo Duhalde (1941–)                                                                             | 2 tháng 1 năm 2002                    | 25 tháng 5 năm 2003 (từ chức)                   | -      |
| 47   | PJ                                                             | Eduardo Duhalde (1941–)                                                                             |                                       |                                                 | -      |
| 48   | không khung                                                    | Néstor Kirchner (1950–2010)                                                                         | 25 tháng 5 năm 2003                   | 10 tháng 12 năm 2007                            | 2003   |
| 48   | không khung                                                    | Néstor Kirchner (1950–2010)                                                                         | PJ – FPV                              |                                                 | 2003   |
| 49   |                                                                | Cristina Fernández de Kirchner (1953–)                                                              | 10 tháng 12 năm 2007                  | 10 tháng 12 năm 2011                            | 2007   |
| 49   | 10 tháng 12 năm 2011                                           | Cristina Fernández de Kirchner (1953–)                                                              | 9 tháng 12 năm 2015                   | 2011                                            |        |
| 49   | PJ – FPV                                                       | Cristina Fernández de Kirchner (1953–)                                                              |                                       | 2011                                            |        |
| -    | không khung                                                    | Federico Pinedo (1955–)                                                                             | 10 tháng 12 năm 2015 Quyền Tổng thống | 10 tháng 12 năm 2015 Quyền Tổng thống           | -      |
| -    | không khung                                                    | Federico Pinedo (1955–)                                                                             | PRO – Cambiemos                       |                                                 | -      |
| 50   |                                                                | Mauricio Macri (1959–)                                                                              | 10 tháng 12 năm 2015                  | 10 tháng 12 năm 2019                            | 2015   |
| 50   | PRO – Cambiemos                                                | Mauricio Macri (1959–)                                                                              |                                       |                                                 | 2015   |
| 51   |                                                                | Alberto Fernández (1959–)                                                                           | 10 tháng 12 năm 2019                  | 10 tháng 12 năm 2023                            | 2019   |
| 51   | PJ – Fdt                                                       | Alberto Fernández (1959–)                                                                           |                                       |                                                 | 2019   |
| 52   |                                                                | Javier Milei (1970–)                                                                                | 10 tháng 12 năm 2023                  | Đương nhiệm                                     | 2023   |
| 52   | PL – LLA                                                       | Javier Milei (1970–)                                                                                |                                       |                                                 | 2023   |